# 화순 충효사 고문서
화순 충효사 고문서는 대한민국 전라남도 화순군 도암면 벽지리, 충효사에 있는 고문서이다. 2001년 7월 22일 화순군의 향토문화유산 제2호로 지정되었다.

## 같이 보기
- 화순 벽지리 충효사